# Tride Tsuktsen
Tridé Tsuktsen (em tibetano: ཁྲི་ ལྡེ་ གཙུག་ བརྟན, Wylie: khri lDe gtsug btsan,  apelidado de Me Agtsom (em tibetano: མེས་ ཡག་ ཚོམས, Wylie: mes ag tshoms, 704 – 755 ), foi imperador do Império Tibetano entre 705 e 755

## Nascimento
Filho de Tridu Songtsen e sua rainha, Tsenma Toktokteng (Wylie: bTsan ma thog thog steng). Tridé Tsuktsen é geralmente conhecido pelo apelido de Me Agtsom (Avô barbudo), que lhe foi dado anos depois porque ele era muito cabeludo. 
Seu pai, morreu em 704 em batalha no território Mywa no Reino de Nanchao, no mesmo ano de seu nascimento. 

## Luta pelo trono
Não está muito claro, entretanto, a partir das fontes, exatamente o que aconteceu após a morte de Tridu Songtsen. De acordo com os anais tibetanos, "aquele que seria coroado rei" (ou seja, Mes-ag-tshoms) Nasceu na primavera de 704, poucos meses antes da morte de seu pai. Houve uma disputa entre seus filhos, mas depois algum tempo o povo colocou Tride Tsuktsen, aos sete anos, no trono 
De acordo com os Antigos Anais Tibetanos no inverno de 704-705, Lha (Balpho ou Lha Balpo), um dos filhos de Tridu Songtsen, assumiu o trono, mas Thrimalö (Wylie: khri ma lod), a imperatriz viúva, esposa do segundo imperador, Mangsong Mangtsen, e mãe de Tridu Songtsen, destronou Lha em favor do bebê Rgyal Gtsug ru, o futuro imperador Tride Tsuktsen, popularmente conhecido como Me Agtsom. Revoltas e execuções acompanharam o golpe virtual, mas os Anais Tibetanos  e as fontes chinesas têm pouco a informar sobre elas. Lha aparentemente não foi morto, mas apenas forçado a uma semi-aposentadoria. Foi assim, talvez, o Imperador aposentado Lha que realmente recebeu e se casou com a princesa chinesa Jincheng em 710.  Em qualquer caso, o Tibete experimentou neste período mais inquietações internas do que externas pois estava visivelmente em paz com China, já que o Imperador Zhongzong havia restabelecido a dinastia, após Wu Zetian abdicar. 
Seja qual for o caso, Tridé Tsuktsen foi coroado rei em 705,  embora ele não tenha sido formalmente entronizado até a morte de Thrimalö em 712. 

## A Princesa Jincheng e o Budismo
A princesa chinesa Jincheng (? -739), filha adotiva do imperador Zhongzong de Tang (r. 705-710), foi enviada ao Tibete em 710, onde, segundo a maioria das fontes, se casou com Tridé , que teria apenas seis ou sete anos na época.  Ela era conhecida no Tibete como Princesa Gyim Shing ou Rainha Mãe chinesa Ong Cho (Wylie: gyim shing kong jo, rgya bza 'rjes ma ong co), ou simplesmente Kim Sheng, e era uma budista devota. 
Cinco templos budistas foram construídos nesta época por seu pedido:  'Ching bu nam ra, Kwa chu em Brag dmar,  'Gran bzang,  'Khar brag e sMas gong. 
Monges budistas de Cotã, fugindo das perseguições de um rei anti-budista, receberam refúgio de Kim Sheng por volta de 737. Esta história é registrada no Li yul lung btsan pa,Profecia do País Li, uma história budista de Cotã preservada como parte do Tengyur. 
Jincheng morreu durante um surto de varíola entre 739 e 741. Após a morte da princesa chinesa surgiram facções anti-budistas que afirmavam que a epidemia ocorria pelo apoio do rei e da rainha ao budismo. 

## Morte e sucessão
Aparentemente, Tridé Tsuktsen foi assassinado em uma revolta no palácio patrocinada por dois ministros em 755, como o pilar erguido posteriormente em  em frente ao Palácio de Potala indica. Ele foi sucedido por seu famoso filho pró-budista, Trisong Detsen. 